# 제5항공단 (항공자위대)
제5항공단(일본어: 第5航空団 다이고코쿠쿠단[*], 영어: 5th Air Wing (5th AW))는 뉴타바루 기지에 있는 항공자위대의 항공단이다.

## 역사
1959년 12월 1일, 마쓰시마 기지에서 제5항공단으로 창설되었다.
1960년 2월 1일, F-86F을 운용하는 제7비행대가 마쓰시마 기지에서 창설되었다. 4월 1일에 제2항공단의 제6비행대가 제5항공단으로, 3개월 뒤 7월 1일에 제7비행대가 제4항공단으로 전속하였다.
1961년 7월 15일, 제5항공단이 뉴타바루 기지로 이사하였다.
1962년 1월 18일, 제10비행대가 뉴타바루 기지에서 창설되었다.
1964년에는 부대 재편성이 진행되었다. 제10비행대와 제6비행대가 각각 2월 1일과 10월 26일에 쓰이키 기지로 이사하였다. 제10비행대는 쓰이키 기지에서 창설된 임시 쓰이키 항공대(臨時築城派遣隊)로 전속하고, 12월 28일에 임시 쓰이키 항공대가 제8항공단로 재편성될 때, 제6비행대 또한 전속하였다. 그리고 옮겨간 부대를 대신할 F-104J를 운용하는 제202비행대와 제204비행대가 3월 31일과 12월 1일에 창설되었다.
1982년 12월 21일, 제202비행대의 기종이 F-15로 전환되었다.
1985년 3월 2일, 햐쿠리 기지의 제7항공단 소속 제301비행대와 제204비행대를 교환 및 전속하였다.
1991년 4월 18일, 제301비행대의 기종이 F-4EJ로 전환되었다.
2002년 10월 6일, 제202비행대가 해체되고, 맡고 있던 기종전환교육은 비행교육항공대 소속 제23비행대로 이관되었다.
2016년 8월 31일, 햐쿠리 기지의 제7항공단 소속 제305비행대가 뉴타바루 기지로 건너와 제5항공단으로 전속하였다. 10월 31일에 제301비행대가 햐쿠리 기지의 제7항공단으로 전속하였다.

## 부대
- 제305비행대, F-15J/DJ, T-4
- 제5기지방공대

### 이전
- 제6비행대, 1960년 4월 1일 ~ 1964년 12월 28일
- 제7비행대, 1960년 2월 1일 ~ 7월 1일
- 제10비행대, 1962년 1월 18일 ~ 1964년 2월 1일
- 제202비행대, 1964년 3월 31일 ~ 2002년 10월 6일
- 제204비행대, 1964년 12월 1일 ~ 1985년 3월 2일
- 제301비행대, 1985년 3월 2일 ~ 2016년 10월 31일

## 계보
- 1959년 12월 1일, 第5航空団→제5항공단

## 참고
1. 1 2  JWing No.121 2008, 52쪽.
2. ↑  松崎豊一. “日本の戦闘機部隊2016 保存版!空自の全15個戦闘機部隊ヒストリー”. Jwing (일본어) 214 (2016-6). イカロス出版: 40.
3. ↑  石原肇. “第301飛行隊創設30周年記念式典”. Jwing (일본어) 65 (2004-1): 22-23.

- “集まれ!日本の戦闘機部隊 航空自衛隊、過去の戦闘機部隊”. JWing (일본어) 121 (2008-9). イカロス出版.